# Tuffi ai Giochi della XXVI Olimpiade - Piattaforma 10 metri maschile
La competizione dei tuffi dalla piattaforma 10 metri maschile è stata una delle quattro gare di tuffi inclusa nel programma dei Giochi della XXVI Olimpiade disputati ad Atlanta nel 1996.
La competizione è stata divisa in tre fasi:
1. turno preliminare;
2. semifinale;
3. finale.

## Medaglie
| Posizione | Atleta                  | Paese    |
| --------- | ----------------------- | -------- |
|           | Dmitrij Ivanovič Sautin | Russia   |
|           | Jan Hempel              | Germania |
|           | Xiao Hailiang           | Cina     |

## Risultati
| Class | Atleta                         | Preliminare | Preliminare | Semifinale | Semifinale | Semifinale | Semifinale | Finale | Finale | Finale |
| Class | Atleta                         | Punti       | Class       | Punti      | Class      | Totale     | Class      | Punti  | Class  | Totale |
| ----- | ------------------------------ | ----------- | ----------- | ---------- | ---------- | ---------- | ---------- | ------ | ------ | ------ |
|       | Dmitrij Ivanovič Sautin Russia | 452,82      | 1           | 194,64     | 2          | 647,46     | 1          | 497,70 | 1      | 692,34 |
|       | Jan Hempel Germania            | 394,17      | 7           | 197,22     | 1          | 591,39     | 5          | 446,05 | 5      | 663,27 |
|       | Xiao Hailiang Cina             | 445,86      | 2           | 179,55     | 5          | 625,41     | 2          | 478,65 | 2      | 658,20 |
| 4     | Tian Liang Cina                | 425,73      | 3           | 185,76     | 3          | 611,49     | 3          | 462,42 | 3      | 648,18 |
| 5     | Vladimir Timošinin Russia      | 425,43      | 4           | 169,47     | 11         | 594,90     | 4          | 459,12 | 4      | 628,59 |
| 6     | David Pichler Stati Uniti      | 394,59      | 6           | 175,53     | 8          | 570,12     | 8          | 431,58 | 6      | 607,11 |
| 7     | Fernando Platas Messico        | 392,31      | 8           | 177,90     | 6          | 570,21     | 7          | 425,13 | 7      | 603,03 |
| 8     | Michael Kühne Germania         | 375,27      | 11          | 169,11     | 12         | 544,38     | 11         | 414,87 | 8      | 583,98 |
| 9     | Patrick Jeffrey Stati Uniti    | 406,74      | 5           | 174,42     | 9          | 581,16     | 6          | 385,80 | 9      | 560,22 |
| 10    | Ken Terauchi Giappone          | 381,51      | 9           | 174,39     | 10         | 555,90     | 10         | 385,50 | 10     | 559,89 |
| 11    | Sergey Kudrevich Bielorussia   | 375,90      | 10          | 180,63     | 4          | 556,53     | 9          | 347,37 | 12     | 528,00 |
| 12    | Richard Frece Austria          | 373,41      | 12          | 148,35     | 17         | 521,76     | 12         | 355,29 | 11     | 503,64 |
|       |                                |             |             |            |            |            |            |        |        |        |
| 13    | Bob Morgan Regno Unito         | 343,20      | 17          | 176,64     | 7          | 519,84     | 13         |        |        |        |
| 14    | Jimmy Sjodin Svezia            | 352,74      | 14          | 165,00     | 13         | 517,74     | 14         |        |        |        |
| 15    | Choe Hyong-Gil Corea del Nord  | 353,40      | 13          | 163,26     | 14         | 516,66     | 15         |        |        |        |
| 16    | Andrey Kvochinski Bielorussia  | 349,14      | 15          | 160,50     | 15         | 509,64     | 16         |        |        |        |
| 17    | Damir Akhmetbekov Kazakistan   | 346,62      | 16          | 158,58     | 16         | 505,20     | 17         |        |        |        |
| 18    | Leon Taylor Regno Unito        | 341,70      | 18          | 141,87     | 18         | 483,57     | 18         |        |        |        |
|       |                                |             |             |            |            |            |            |        |        |        |
| 19    | Keita Kaneto Giappone          | 339,18      | 19          |            |            |            |            |        |        |        |
| 20    | Roman Volod'kov Ucraina        | 335,97      | 20          |            |            |            |            |        |        |        |
| 21    | Samat Muratov Kazakistan       | 335,43      | 21          |            |            |            |            |        |        |        |
| 22    | Alberto Acosta Messico         | 322,47      | 22          |            |            |            |            |        |        |        |
| 23    | Daniel Pavon Spagna            | 312,78      | 23          |            |            |            |            |        |        |        |
| 24    | Gabriel Chereches Romania      | 309,30      | 24          |            |            |            |            |        |        |        |
| 25    | Dario di Fazio Venezuela       | 307,02      | 25          |            |            |            |            |        |        |        |
| 26    | Oleh Yanchenko Ucraina         | 301,92      | 26          |            |            |            |            |        |        |        |
| 27    | Emil Zhabrayilov Azerbaigian   | 294,93      | 27          |            |            |            |            |        |        |        |
| 28    | Tony Lawson Australia          | 294,75      | 28          |            |            |            |            |        |        |        |
| 29    | Suchat Pichi Thailandia        | 290,64      | 29          |            |            |            |            |        |        |        |
| 30    | Tony Iglesias Bolivia          | 290,16      | 30          |            |            |            |            |        |        |        |
| 31    | Kwon Kyung-Min Corea del Sud   | 276,27      | 31          |            |            |            |            |        |        |        |
| 32    | Hovannes Avtandilyan Armenia   | 275,64      | 32          |            |            |            |            |        |        |        |
| 33    | Sui Ng Hong Kong               | 273,30      | 33          |            |            |            |            |        |        |        |
| 34    | Gocha Gakharia Georgia         | 256,68      | 34          |            |            |            |            |        |        |        |
| 35    | Abdul Al-Matrouk Kuwait        | 239,79      | 35          |            |            |            |            |        |        |        |
| 36    | Chuan Hung-Ping Taipei cinese  | 220,89      | 36          |            |            |            |            |        |        |        |
| 37    | Vukan Vuletic Jugoslavia       | 187,17      | 37          |            |            |            |            |        |        |        |